# Delta (brydż)
Delta – brydżowy system licytacyjny należący do grupy Systemów Słabych Otwarć, opracowany przez Łukasza Sławińskiego.  Pierwsze otwarcia w tym systemie wyglądają następująco:
```
Pas  13+  
PH
, układ dowolny
1♣   8-12PH, układ bez krótkości
1
♦
   0-7 PH, układ dowolny
1
♥
   8-12PH, krótkość kier lub krótkość trefl ze starszą piątką
1♠   8-12PH, krótkość pik
1BA  8-12PH, krótkość karo ze starszą piątką
2♣   8-12PH, krótkość karo bez starszej piątki
2
♦
   8-12PH, krótkość trefl bez starszej piątki
2
♥
   8-12PH, krótkość trefl, trójkolorówka
```

System ten okazał się za mało agresywny (zbyt częste otwarcie 1♣), aby można go było używać na pierwszej ręce. Sprawdził się natomiast znakomicie jako relayowy system po PASie partnera i często był używany wraz z innym agresywnym systemem np. Regresem czy Bez Nazwy.